# توتوم، بوتسوانا
توتوم (به انگلیسی: Tutume) شهری در ناحیهٔ مرکزی کشور بوتسوانا است که در سال ۲۰۰۰ میلادی ۱۴٬۷۰۷ نفر جمعیت داشته که از این تعداد، ۶٬۵۵۵ نفر مرد و ۸٬۱۵۲ نفر زن بوده‌اند.